# Erika Dobrovičová
Erika Dobrovičová, coniugata Buriánová (Prešov, 10 settembre 1967), è un'ex cestista cecoslovacca, dal 1993 slovacca.

## Carriera
Con la Cecoslovacchia ha disputato due edizioni dei Giochi olimpici (Seul 1988, Barcellona 1992), due dei Campionati mondiali (1986, 1990) e tre dei Campionati europei (1987, 1989, 1991).
Con la Slovacchia ha disputato i Campionati mondiali del 1994 e due edizioni dei Campionati europei (1993, 1999).